# پادشاهی صربستان
پادشاهی صربستان (به صربی:Краљевина Србија) دولتی در شبه جزیرهٔ بالکان بود که در ۶ مارس ۱۸۸۲ میلادی تأسیس شد؛ زمانی که، میلان چهارم اوبرنوویچ به عنوان شاه صربستان تاج گذاری کرد. این پادشاهی، دو جنگ بالکان و هجوم نیروهای اتریش-مجارستان در جنگ جهانی اول را پشت سر گذاشت تا این که، در ۱۹۱۸ با سرزمین‌های اقوام کروآت، اسلونی ها و صرب‌ها ادغام گردید و پادشاهی یوگسلاوی را زیر نظر پتر اول تشکیل داد.

## جنگ صربستان و بلغارستان
جنگ صربستان و بلغارستان در ۱۴ نوامبر ۱۸۸۵ میلادی آغاز شد و تا ۲۸ نوامبر همان سال طول کشید. در ابتدای جنگ تلاش صربستان برای فتح منطقه اسلیونیتسا با دفاع سرسختانهٔ بلغارها و شکست صرب‌ها همراه بود. سپس، بلغارها پس از پیروزی قطعی در نبرد اسلیونیتسا، ناحیه پیروت را از صربستان گرفته و به سوی نیش به راه افتادند اما سرانجام زمانی که اتریش-مجارستان اعلام کرد در صورت ادامهٔ جنگ، طرف صربستان را خواهد گرفت، بلغارستان جنگ را به پایان برد. پیمان صلح در ۱۹ فوریه ۱۸۸۶ در بخارست امضاء گردید. همچنین به عنوان یکی از نتایج جنگ، قدرت‌های اروپایی یگانگی بلغارستان را به رسمیت شناختند.

## فرمانروایان

میلان اول صربستان
الکساندر اول صربستان
پتر اول صربستان

## شهرها
بزرگترین شهرهای صربستان در آن دوران به همراه جمعیت عبارت بودند از:
- بلگراد - ۱۰۰٬۰۰۰
- پریزرن - ۶۰٬۰۰۰
- بیتولا - ۵۴٬۰۰۰
- اسکوپیه - ۵۰٬۰۰۰
- نیش - ۲۵٬۰۰۰
- ولس - ۲۴٬۰۰۰
- پریشتینا - ۲۰٬۰۰۰
- پریلپ - ۲۰٬۰۰۰
- کراگویواتس - ۱۸٬۵۰۰
- اوهرید - ۱۸٬۰۰۰
- لسکواس - ۱۴٬۳۰۰
- تتوفو - ۱۴٬۰۰۰
- پوژارفاس - ۱۳٬۶۰۰
- شاباس - ۱۲٬۸۰۰
- کوسوفسکا متروویسا - ۱۲٬۰۰۰
- ورانیه - ۱۰ ،۵۰۰
- پیروت - ۱۰٬۰۰۰

## نقشه‌ها

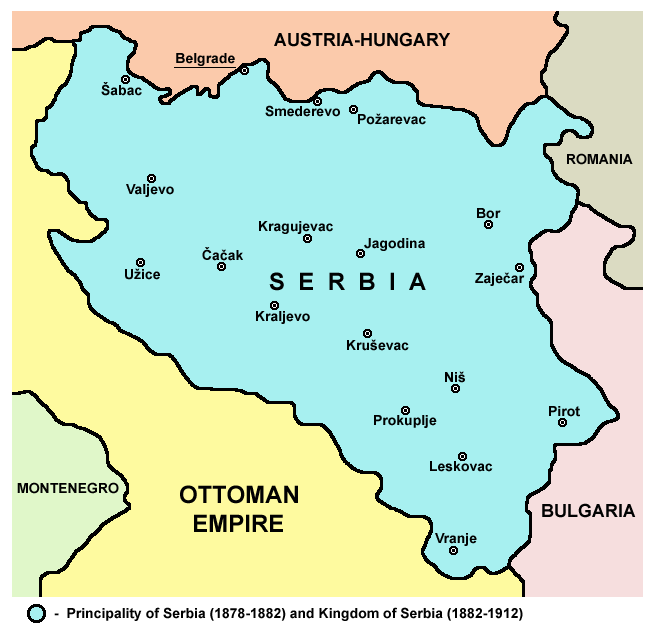
صربستان در ۱۸۷۸
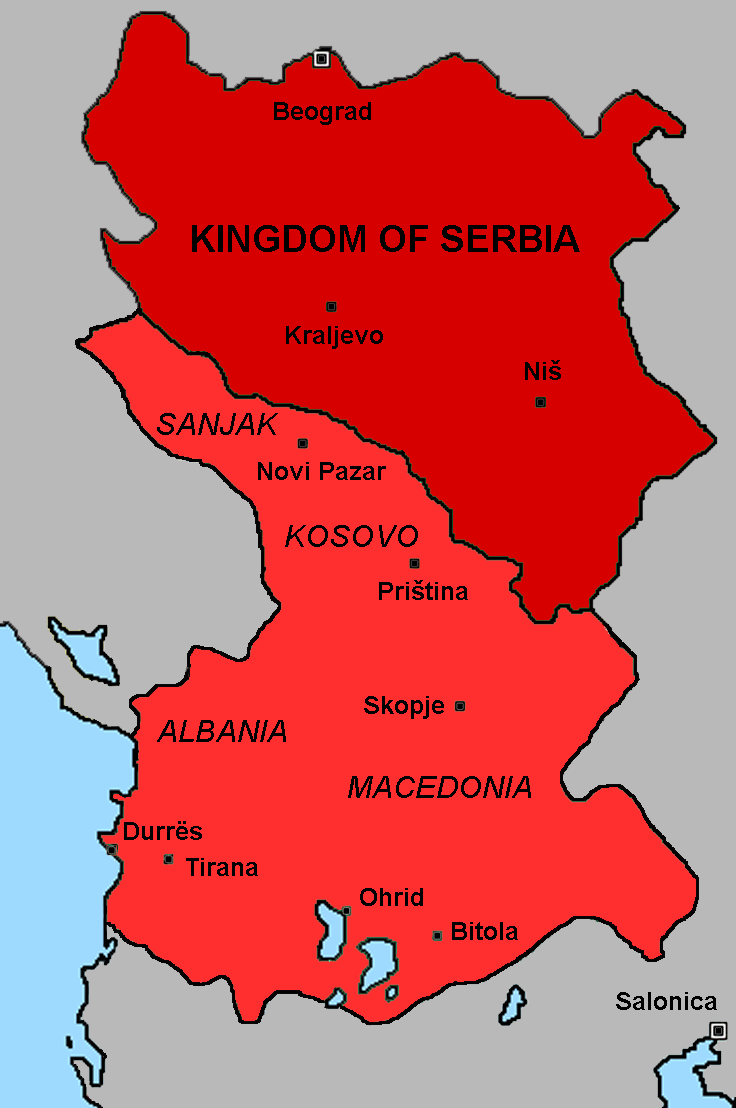
توسعه قلمرو صربستان (۱۹۱۲-۱۹۱۳).
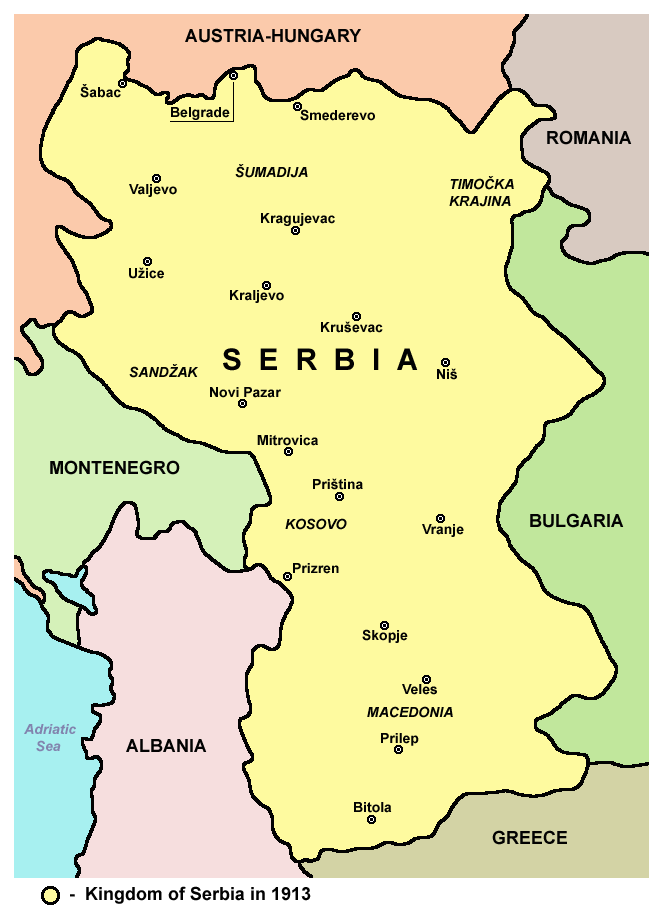
صربستان در ۱۹۱۳
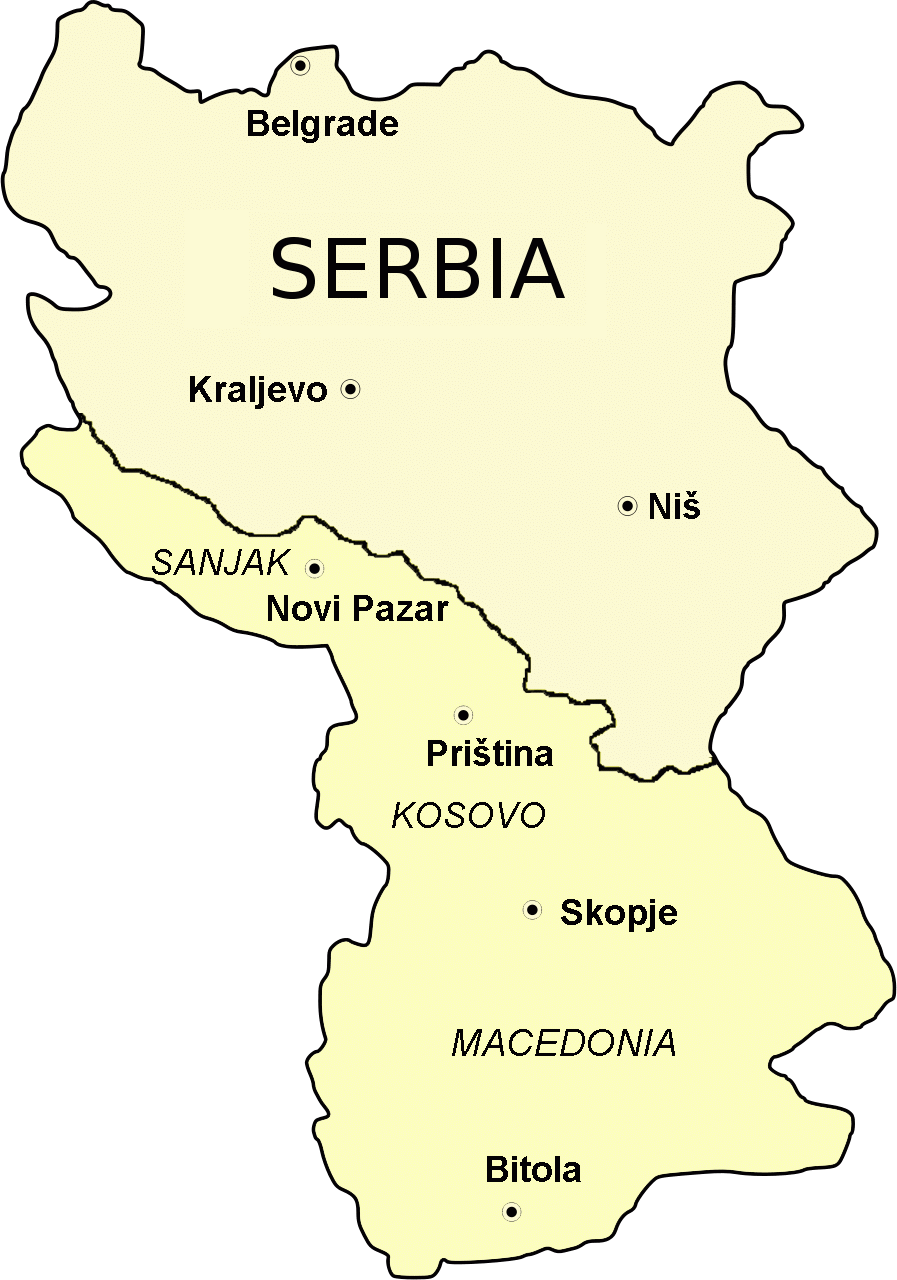
توسعه قلمرو صربستان (۱۹۱۳–۱۹۱۵).
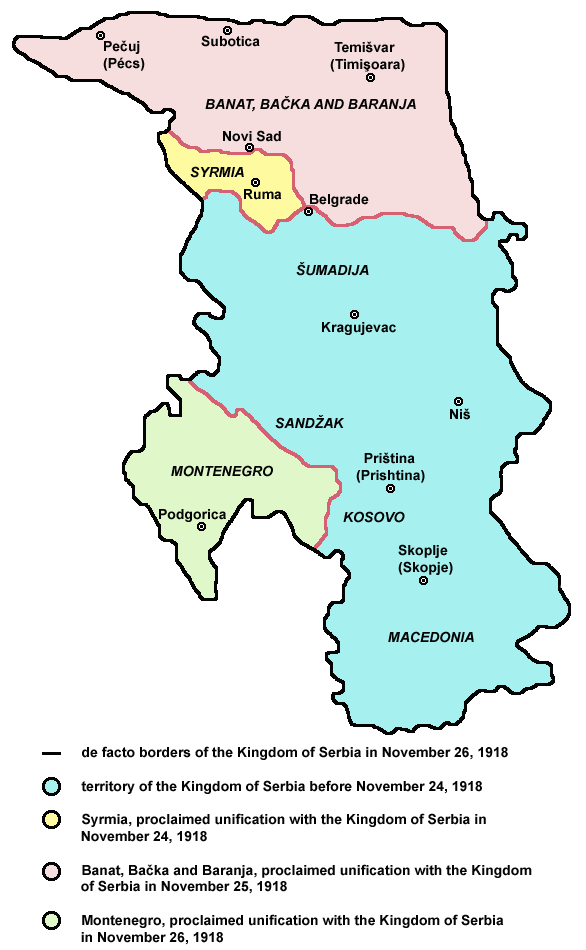
توسعه قلمرو صربستان (۱۹۱۸).